# Standrohr (Bohrtechnik)

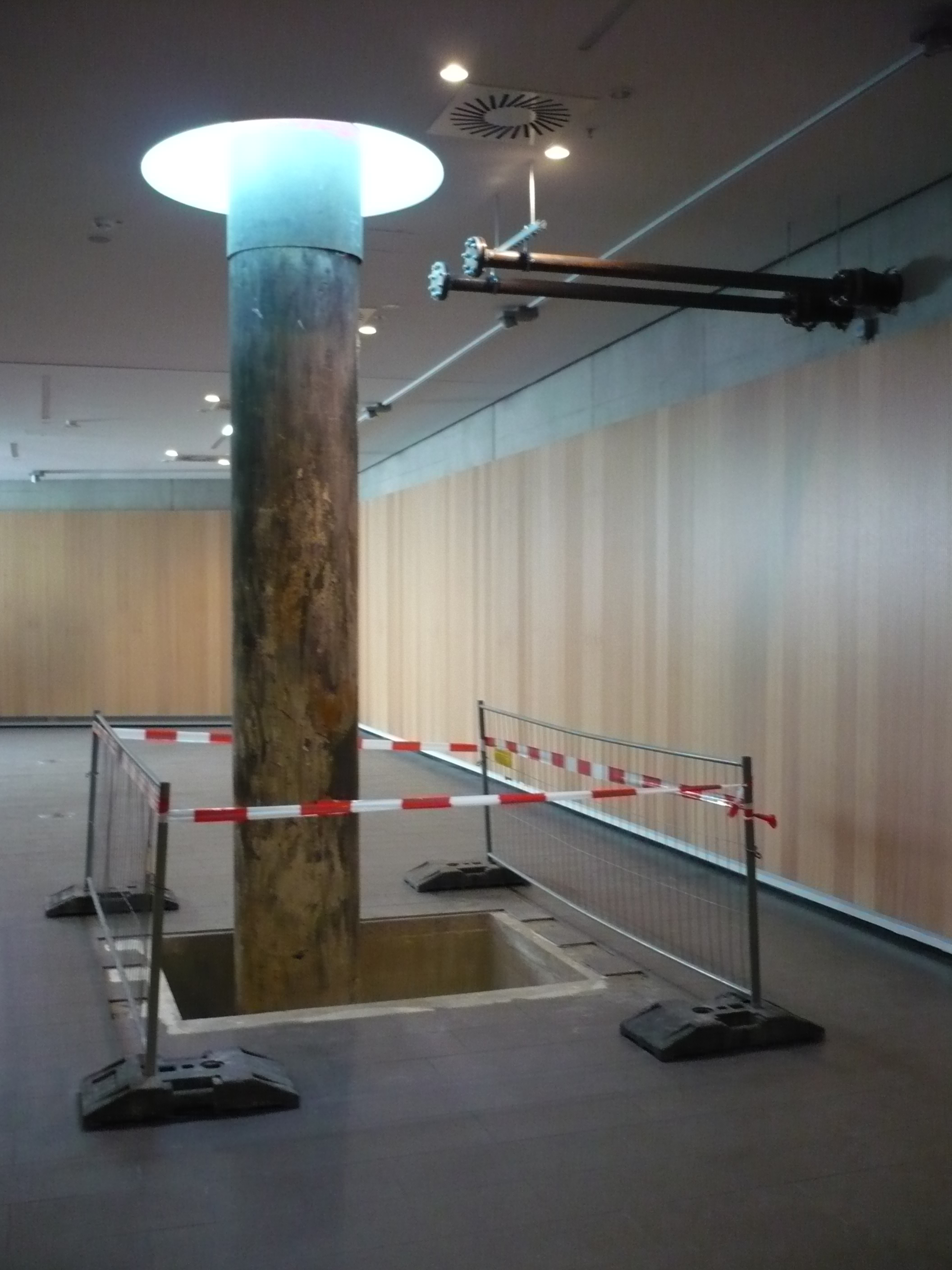
Freigelegtes Standrohr einer Geothermiebohrung im Kellergeschoss des SuperC-Gebäudes der RWTH Aachen

Als Standrohr wird  der oberste Rohrstrang einer Rohrtour bei der Verrohrung einer geologischen Bohrung bezeichnet, der die Mündung des Bohrloches an der Oberfläche bildet. Die Länge des Standrohres einer Bohrung hängt von der Beschaffenheit des Deckgebirges und der Tiefenlage des Grundwasserspiegels ab. In der Regel sind Standrohre zwischen 20 und 200 m lang. Der Durchmesser eines Standrohres hängt von der Länge der Bohrung und seinem Enddurchmesser im Bohrlochtiefsten ab.
Das Standrohr wird vor dem Beginn der eigentlichen Bohrarbeiten in den sogenannten Bohrkeller eingelassen und einzementiert. Das Standrohr hat die Aufgabe, das Bohrloch im oberen Bereich zu stabilisieren und insbesondere vor Nachfall aus den lockeren Gesteinsbereichen und vor Wassereinbrüchen beim Durchbohren von Grundwasserleitern zu schützen. Darüber hinaus gibt das Standrohr der Bohrung eine Führung und verhindert die Unterspülung der Fundamente der Bohranlage infolge möglicher austretender Bohrspülung.